# Marcus Williams (football)
Pour les articles homonymes, voir Marcus Williams et Williams.
Marcus Williams est un footballeur anglais né le 8 avril 1986 à Doncaster. Il évolue au poste de défenseur.

## Carrière
- 2003-2010 : Scunthorpe United  Angleterre
- 2010-2012 : Reading  Angleterre
  - nov.-déc. 2010 : Peterborough  Angleterre (prêt)
  - mars-juin 2011 : Scunthorpe United  Angleterre (prêt)
  - 2011 : Sheffield United  Angleterre (prêt)
- 2012-2014 : Sheffield United  Angleterre
- 2014-2015 : Scunthorpe United  Angleterre

Le 24 mars 2011, Williams est prêté jusqu'à la fin de la saison au club de Scunthorpe United.

## Palmarès
- Vainqueur de la Football League One (3e division) en 2007 avec Scunthorpe United.